# لاري إيلر
لاري إيلر (21 ديسمبر 1952 - 6 مارس 1994) قاتل متسلسل أمريكي يعتقد أنه قتل ما لا يقل عن 21 مراهقًا وشابًا في سلسلة من عمليات القتل التي ارتكبت في الغرب الأوسط بين عامي 1982 و1984. أدين وحُكم عليه بالإعدام بحقنة قاتلة في عام 1984 باختطاف وقتل دانييل بريدجز البالغ من العمر 16 عامًا، واعترف لاحقًا طواعية بقتل ستيفن أغان البالغ من العمر 23 عامًا في عام 1982، وعرض أيضًا الاعتراف بجريمته بعد عشرين عامًا. جرائم القتل التي لم يتم حلها إذا كانت ولاية إلينوي ستخفف عقوبته إلى السجن مدى الحياة دون الإفراج المشروط.
توفي إيلر بسبب مضاعفات مرتبطة بالإيدز في عام 1994 أثناء سجنه في انتظار تنفيذ حكم الإعدام فيه. قبل وفاته بفترة وجيزة اعترف بقتل عشرين شابًا وصبيًا لمحامية الدفاع كاثلين زيلنر، على الرغم من أنه نفى مسؤوليته الجسدية عن القتل الفعلي التي أصر على ارتكابها من قبل شريك مزعوم في خمسة من جرائم القتل روبرت ديفيد ليتل. أفرجت زيلنر بعد وفاتها عن اعتراف إيلر بعد الإعلان الرسمي عن وفاته.
كان إيلر معروفًا باسم القاتل بين الولايات نظرًا لأن العديد من ضحاياه المؤكدين والمزعمين تم اكتشافهم عبر العديد من ولايات الغرب الأوسط في مواقع قريبة من نظام الطريق السريع بين الولايات أو يمكن الوصول إليها عبرها.